# ヘキサフルオロリン酸1-ヘキシル-3-メチルイミダゾリウム
ヘキサフルオロリン酸1-ヘキシル-3-メチルイミダゾリウム（英: 1-Hexyl-3-methylimidazolium hexafluorophosphate、HMIM PF6）は、融点が100 °C未満のイオン液体である。

## 特性
ヘキサフルオロリン酸1-ヘキシル-3-メチルイミダゾリウムは、低融点のため、室温イオン液体である。また、極性かつ疎水性の液体として、多くのイオン液体と同様に、合成において溶媒として使用される。

## 調製
ヘキサフルオロリン酸1-ヘキシル-3-メチルイミダゾリウムは、臭化1-ヘキシル-3-メチルイミダゾリウムとヘキサフルオロリン酸塩を出発物質とするアニオン複分解反応によって調製できる。

## 用途
ヘキサフルオロリン酸1-ヘキシル-3-メチルイミダゾリウムは、4,4,4-トリフルオロ-1-(2-チエニル)-1,3-ブタンジオンと組み合わせて、二価の金属カチオンを抽出プロセスにおいて使用できる。また、ヘキサフルオロリン酸1-ヘキシル-3-メチルイミダゾリウムは、アルカンと芳香族炭化水素の分離プロセスへの応用が研究されている。